# 友池仁暢
友池 仁暢（ともいけ ひとのぶ、生年不詳 - ）は、日本の医学者。専門は循環器内科学。

## 経歴
福岡県に生まれる。1963年福岡県立修猷館高等学校を経て、1969年九州大学医学部を卒業。内科研修の後、同循環器内科に入局。
1975年米国カリフォルニア大学サンディエゴ校医学部研究員となり、帰国後、1986年九州大学医学部講師、1988年長崎市立博物館学芸員を経て、1990年九州大学医学部付属心臓血管研究施設助教授となり、1991年山形大学医学部内科学第一講座教授に就任。
2001年国立循環器病センター（後に国立循環器病研究センター）の病院長に就任。2011年榊原記念病院院長に就任し、2017年同顧問。
2019年NTT Research, Inc.の研究所である、Medical & Health Informatics Laboratories所長に招聘され就任。2021年NTT物性科学基礎研究所リサーチプロフェッサ・医療情報研究プリンシパルとなる。